# العلاقات الأمريكية الصربية
العلاقات الأمريكية الصربية هي العلاقات الثنائية التي تجمع بين الولايات المتحدة وصربيا.

## علاقات الحرب الباردة (1945-1991)
بعد نهاية الحرب العالمية الثانية، تشكلت جمهورية يوغوسلافيا الاتحادية الشعبية. كانت إحدى أولى الاتصالات الدبلوماسية التي أجريت مع الحكومة الشيوعية الجديدة هي طلب وزارة الخارجية الأمريكية للجيش الأمريكي للإدلاء بشهادته في محاكمة ميهايلوفيتش. ومع ذلك، رُفض الطلب وتوترت العلاقات المبكرة بين الولايات المتحدة وحكومة جوزيف بروز تيتو، حيث كان الدبلوماسيون الأمريكيون غاضبين من إعدام ميهايلوفيتش في عام 1946. تدهورت العلاقات أكثر بعد شهر، عندما أُسقطت طائرتا شحن من طراز سي-47 التابعة للقوات الجوية الأمريكية فوق يوغوسلافيا خلال أسبوعين، أُسقطت المزيد من طائرات القوات الجوية الأمريكية فوق يوغوسلافيا حتى عام 1948. نتيجة لذلك، عارض السناتور الأمريكي توماس دود بشدة المساعدة المالية الأمريكية لحكومة تيتو، حتى قال أن يدي تيتو ملطختان بالدماء. في إحدى زيارات جوزيف بروز تيتو المبكرة للولايات المتحدة، قام المتظاهرون في سان بيدرو بإغراق دمية له. بعد الحرب العالمية الثانية في عام 1961، شغّلت الولايات المتحدة مجموعة استشارية للمساعدة العسكرية وتلقى العديد من الضباط اليوغوسلافيين تدريبات أمريكية، وإلى جانب العديد من الأسلحة الأمريكية، تلقت يوغوسلافيا 600 مليون دولار كمساعدات عسكرية.
أذنت الحكومات الشيوعية في أوروبا لستالين ورفضت مساعدة خطة مارشال من الولايات المتحدة في عام 1947. في البداية، ذهب تيتو ورفض خطة مارشال. ومع ذلك، في عام 1948 انفصل تيتو بشكل حاسم عن ستالين في قضايا أخرى، ما جعل يوغوسلافيا دولة شيوعية مستقلة، ثم طلبت المساعدة الأمريكية. انقسم القادة الأمريكيون داخليًا، لكنهم وافقوا أخيرًا وبدأوا في إرسال الأموال على نطاق صغير في عام 1949، وعلى نطاق أوسع بكثير بين عامي 1950-1953، لم تكن المساعدة الأمريكية جزءًا من خطة مارشال.
بدأت يوغوسلافيا فتح المزيد من الحوار الدبلوماسي مع الدول الغربية بعد انقسام تيتو وستالين، ما أكد أن يوغوسلافيا لن تصبح عضوًا في حلف وارسو. أطلقت خطوط بان أمريكان العالمية رحلات مباشرة من نيويورك إلى بلغراد في عام 1963. في 1 يناير 1967، كانت يوغوسلافيا أول دولة شيوعية تفتح حدودها لجميع الزوار الأجانب وألغت طلبات التأشيرة، ثم شهد السفر الجوي التجاري المنتظم بين الولايات المتحدة ويوغوسلافيا إطلاق رحلات الخطوط الجوية اليوغوسلافية (جات) إلى الولايات المتحدة، والتي كانت تنافس بشكل فعال شركة بان آم. أعيد فتح الفرص التجارية بين الولايات المتحدة ويوغوسلافيا، وبدأت الشركات الأمريكية في التصدير إليها، وبالمثل، بحلول الثمانينيات من القرن الماضي، كانت يوغوسلافيا تصدر العديد من سياراتها المصنعة في كراغويفاتش إلى الولايات المتحدة. ناقش الرئيس الأمريكي جيمي كارتر القضايا المتعلقة بفلسطين ومصر مع تيتو وأشار إليه على أنه زعيم عالمي عظيم. بعد ذلك، عرضت إدارة ريغان سياساتها تجاه يوغوسلافيا في توجيه قرار الأمن القومي الصادر عام 1984 بسرية رقم 133 (سياسة الولايات المتحدة تجاه يوغوسلافيا) وكانت نسخة خاضعة للرقابة رفعت عنها السرية في عام 1990 وضعت بالتفصيل حول أوروبا الشرقية، والتي صدرت في عام 1982. وقد دعا هذا الأخير إلى الجهود المبذولة لتوسيع العلاقات الاقتصادية الأمريكية مع يوغوسلافيا بطرق تعود بالنفع على كلا البلدين بمثابة تذكير مفيد للبلدان في أوروبا الشرقية بمزايا الاستقلال عن موسكو.

### الصرب المناهضين للشيوعية في الولايات المتحدة
خلال معظم الفترة الاشتراكية، كانت الولايات المتحدة ملاذًا للعديد من الصرب المناهضين للشيوعية الذين يعيشون خارج يوغوسلافيا. في 20 يونيو 1979، قام مواطن صربي يدعى نيكولا كافاجا باختطاف رحلة الخطوط الجوية الأمريكية رقم 293 من مدينة نيويورك بهدف تحطيم طائرة بوينج 707 في مقر رابطة الشيوعيين اليوغوسلافيين في بلغراد. لكن الطائرة هبطت في شانون، أيرلندا، وهناك أُلقي القبض على كافاجا.
قامت مجموعة من ستة قوميين من صربيا، من بينهم بوسكو رادونجيتش، بوضع قنبلة محلية الصنع في منزل القنصلية اليوغوسلافية في شيكاغو في عام 1975. أصبح رادونجي فيما بعد زعيم عصابة ويستيس في مدينة نيويورك، حيث شارك في الجريمة المنظمة والابتزاز. أصبح في نهاية المطاف أحد أكثر رجال العصابات قوة في العالم السفلي لمدينة نيويورك، وأقام صداقات واسعة مع جون غوتي وعائلة غامبينو. بعد أن قام سامي جرافانو بتحويل جون جوتي إلى مكتب التحقيقات الفيدرالي في ديسمبر 1990، حاول رادونجي إصلاح المحاكمة نيابة عن جون جوتي. نتيجة لذلك، أُلقي القبض على رادونجي في ديسمبر 1999 أثناء رحلة طائرة أعيد توجيهها إلى كوبا لإغلاق مطار ميامي الدولي عندما كان مراقبًا من قبل مكتب التحقيقات الفدرالي. قُبض عليه مرة أخرى في الولايات المتحدة في يناير 2000 لمزيد من التحقيق في محاكمة جوتي عام 1992. عند إطلاق سراحه في عام 2001، غادر الولايات المتحدة وعاد إلى صربيا حيث عاش حتى وفاته في عام 2011. كان أيضًا معجبًا برادوفان كاراديتش وصديقًا قديمًا لرادوفان كاراديتش حتى اختفى الأخير في عام 1996.
في الثمانينيات، درس فويسلاف شيشيلي العلوم السياسية في جامعة ميشيغان بعد طرده من قبل عصبة الشيوعيين في يوغوسلافيا في عام 1981. في يونيو 1989، سافر إلى الولايات المتحدة مرة أخرى للقاء مومشيلو سوجيتش في سان ماركوس، كاليفورنيا، حيث أطلق عليه كوجيتش شيتنيك فويفودا (دوق باللغة الصربية) واستمر في تشكيل الحزب الراديكالي الصربي في عام 1991 واتهمته المحكمة الجنائية الدولية ليوغوسلافيا السابقة بقيادة متشددي بيلي أورلوفي في البوسنة والهرسك وفي جمهورية كرايينا الصربية في حالة الحرب. تابع رادوفان كاراديتش دراساته الطبية العليا في جامعة كولومبيا من عام 1974 إلى 1975، لكنه فعل ذلك دون أي أجندة سياسية محددة وقتها؛ أصبح فيما بعد رئيس جمهورية صربيا خلال حرب البوسنة، ثم اختبأ حتى القبض عليه عام 2008 بتهمة المحكمة الجنائية الدولية ليوغوسلافيا السابقة بارتكاب جرائم حرب وإبادة جماعية.

### قصف الناتو ليوغوسلافيا
أعادت الولايات المتحدة فرض العقوبات على يوغوسلافيا في مارس 1998 عندما بدأت حرب كوسوفو. سافر الدبلوماسي الأمريكي ريتشارد هولبروك إلى بلغراد في مارس 1999 لتسليم الإنذار النهائي بطلب دخول قوات الأمم المتحدة إلى كوسوفو. رفض ميلوسيفيتش الإنذار، وقطعت الولايات المتحدة العلاقات تمامًا مع يوغوسلافيا في 23 مارس 1999. أصبح بيل كلينتون أول رئيس يعلن الحرب متجاوزًا الأغلبية في الكونجرس. كان تأسيس حملة القصف محل اعتراض من قبل واحد من أشد الأصوات (213-213) في تاريخ مجلس النواب بأكمله. أعلنت الولايات المتحدة الحرب على يوغوسلافيا في 24 مارس 1999 للمشاركة في عملية قوات الحلفاء بقيادة الجنرال الأمريكي ويسلي كلارك. من بين جميع الأراضي في يوغوسلافيا في ذلك الوقت، تعرضت صربيا للقصف الأكبر بسبب تركيزها على الأهداف العسكرية. نتيجة لمنح سلوبودان ميلوسيفيتش دخول قوة كوسوفو، توقفت الحرب ضد يوغوسلافيا في 10 يونيو 1999.

## مقارنة بين البلدين
هذه مقارنة عامة ومرجعية للدولتين:
| وجه المقارنة                                              | الولايات المتحدة                                                                                                  | صربيا                                                      |
| --------------------------------------------------------- | --- | ---------------------------------------------------------- |
| المساحة (كم2)                                             | 9.83 مليون | 88.36 ألف                                                  |
| عدد السكان (نسمة)                                         | 311.58 مليون | 7.02 مليون                                                 |
| الكثافة السكانية (ن./كم²)                                 | 31.7 | 79.45                                                      |
| العاصمة                                                   | واشنطن العاصمة | بلغراد                                                     |
| اللغة الرسمية                                             | لغة إنجليزية | اللغة الصربية                                              |
| العملة                                                    | دولار أمريكي | دينار صربي                                                 |
| الناتج المحلي الإجمالي (بليون دولار)                      | 19.39 تريليون | 41.43 مليار                                                |
| الناتج المحلي الإجمالي (تعادل القوة الشرائية) بليون دولار | 18.04 تريليون | 100.13 مليار                                               |
| الناتج المحلي الإجمالي الاسمي للفرد دولار أمريكي          | 56.12 ألف | 5.24 ألف                                                   |
| الناتج المحلي الإجمالي للفرد دولار أمريكي                 | 54.63 ألف | 13.59 ألف                                                  |
| مؤشر التنمية البشرية                                      | 0.920 | 0.771                                                      |
| رمز المكالمات الدولي                                      | +1 | +381                                                       |
| رمز الإنترنت                                              | .us، حكومة، .mil، Edu.                                                                                            | .rs، .срб ‏                                                 |
| المنطقة الزمنية                                           | توقيت ساموا الأمريكية، توقيت أطلنطي موحد، منطقة زمنية وسطى، توقيت ألاسكا ‏، المنطقة الزمنية الجبلية، توقيت تشامرو ‏ | توقيت وسط أوروبا، ت ع م+01:00، ت ع م+02:00، أوروبا/بلغراد ‏ |

## مدن متوأمة
في ما يلي قائمة باتفاقيات التوأمة بين مدن أمريكية وصربية:
- ترتبط دايتون مع بلغراد باتفاقية توأمة منذ 1964.
- ترتبط شيكاغو مع بلغراد باتفاقية توأمة منذ 2004.[24][24][24][24]
- ترتبط ليلبورن مع سوفا ريكا باتفاقية توأمة.
- ترتبط سبرينغفيلد مع كراغوييفاتس باتفاقية توأمة.

## منظمات دولية مشتركة
يشترك البلدان في عضوية مجموعة من المنظمات الدولية، منها:
| علم المنظمة | اسم المنظمة                               | تاريخ انضمام الولايات المتحدة | تاريخ انضمام صربيا |
| ----------- | ----------------------------------------- | ----------------------------- | ------------------ |
|             | وكالة ضمان الاستثمار متعدد الأطراف        | 12 أبريل 1988                 | 19 مارس 1993       |
|             | منظمة الأمن والتعاون في أوروبا            | 25 يونيو 1973                 | 3 يونيو 2006       |
|             | الاتحاد الدولي للاتصالات                  | 1 يوليو 1908                  | 1 يونيو 2001       |
|             | يونسكو                                    | 4 نوفمبر 1946                 | 20 ديسمبر 2000     |
|             | مجموعة الموردين النوويين                  | ?                             | ?                  |
|             | الأمم المتحدة                             | 24 أكتوبر 1945                | 1 نوفمبر 2000      |
|             | المركز الدولي لتسوية المنازعات الاستشارية | 14 أكتوبر 1966                | 8 يونيو 2007       |
|             | البنك الدولي للإنشاء والتعمير             | 27 ديسمبر 1945                | 25 فبراير 1993     |
|             | مؤسسة التمويل الدولية                     | 20 يوليو 1956                 | 25 فبراير 1993     |
|             | منظمة الشرطة الجنائية الدولية             | ?                             | ?                  |
|             | مؤسسة التنمية الدولية                     | 24 سبتمبر 1960                | 25 فبراير 1993     |
|             | الاتحاد البريدي العالمي                   | ?                             | ?                  |
|             | منظمة حظر الأسلحة الكيميائية              | ?                             | ?                  |
|             | المنظمة الهيدروغرافية الدولية             | ?                             | ?                  |
|             | الفريق المعني برصد الأرض                  | ?                             | ?                  |

## أعلام
هذه قائمة لبعض الشخصيات التي تربطها علاقات بالبلدين:
- بيت مارافيتش (لاعب كرة سلة أمريكي، 22 يونيو 1947[35][36][37] – 5 يناير 1988[35][36][37])
- بيتر بوغدانوفيتش (مخرج أفلام أمريكي، 30 يوليو 1939[38][39][40] – )
- بيلا لوغوسي (ممثل مجري، 20 أكتوبر 1882[41][42][43] – 16 أغسطس 1956[41][42][43])
- ترويان بيليساريو (ممثلة أمريكية، 28 أكتوبر 1985 – )
- ديفين (19 أكتوبر 1945[44][45][46] – 7 مارس 1988[44][45])
- ساشا ألكسندر (ممثلة أمريكية، 17 مايو 1973[47] – )
- ستانا كاتيك (ممثلة أمريكية، 26 أبريل 1978 – )
- ستويا (15 يونيو 1986 – )
- غريغ بوبوفيتش (28 يناير 1949[48] – )
- كارل مالدن (ممثل أمريكي، 22 مارس 1912[49][50][51] – 1 يوليو 2009[49][50][51])
- مارينا أبراموفيتش (30 نوفمبر 1946[52][53][54] – )
- ميلا جوفوفيتش (17 ديسمبر 1975[55][56] – )
- ميهاغلو بوبين (9 أكتوبر 1858 – 12 مارس 1935[57][58])
- نيفين سوبوتيتش (لاعب كرة قدم صربي، 10 ديسمبر 1988[59] – )
- نيكولا تسلا (عالم صربي-أمريكي، 10 يوليو 1856[60][61][62] – 7 يناير 1943[60][62][63])

## وصلات خارجية
- موقع وزارة الخارجية الأمريكية
- موقع وزارة الخارجية الصربية